# 中関町
中関町（なかのせきちょう）は、山口県佐波郡にあった町。現在の防府市中心部の南方、周防灘沿岸にあたる。本項では町制前の名称である中関村（なかのせきそん）についても述べる。

## 地理
- 海洋：周防灘
- 山岳：田島山、錦山

## 歴史
- 1889年（明治22年）4月1日 - 町村制の施行により、浜方村・田島村・向島の区域をもって中関村が発足。
- 1926年（大正15年）11月1日 - 中関村が町制施行して中関町となる。
- 1936年（昭和11年）8月25日 - 防府町・華城村・牟礼村と合併して防府市が発足。同日中関町廃止。